# Cecelia Ahern
Cecelia Ahern (Dublín, 30 de septiembre de 1981) es una escritora irlandesa. Entre sus novelas más conocidas están P.S. I Love You y Donde termina el arco iris. Dos de sus libros han sido adaptados al cine. Parte de su colección de cuentos titulada Roar ha sido adaptada como serie con el mismo título, Roar por AppleTV+. También creó y fue productora de la serie de ABC Samantha ¿qué? ganadora de un Emmy en 2008, protagonizada por Christina Applegate.

## Biografía
Ahern es hija del político irlandés exTaoiseach (primer ministro) de Irlanda, Bertie Ahern y Miriam Ahern. Se licenció en Periodismo y Medios de Comunicación por el Griffith College de Dublín. 
A los veintiún años, en 2004 publicó su primera novela PostData: Te amo, que fue superventas en Irlanda, Reino Unido, Estados Unidos, Alemania y Países Bajos, y se vendió en más de cuarenta países. El libro fue adaptado al cine. La película, con el mismo nombre que la novela, P.S. I love You, dirigida por Richard LaGravenese, se estrenó en EE. UU. el 21 de diciembre de 2007.
Su segundo libro, Donde termina el arco iris también llegó a número uno en Irlanda y Reino Unido, y ganó el Premio alemán CORINE en 2005. En 2014 fue adaptada al cine bajo el título "Love, Rosie".
Ha contribuido a obras benéficas con los libros de cuentos como Las niñas son irlandeses, Vuelta en la Ciudad y Ladies' Night. Es cocreadora, junto con Donald Todd, y productora de la comedia de ABC Samantha Who?
En 2022 se estrenó la serie Roar basada en la colección de cuentos publicados por Ahern con el mismo título.

## Vida personal
Está casada con el actor David Keoghan con quien tiene dos hijas y un hijo. El 14 de diciembre de 2009 nació Robin. Sonny nació el 23 de julio de 2012 y el 5 de octubre de 2019 nació su tercera hija, Blossom. Reside con su familia en Malahide, Dublín.
Su hermana mayor Georgina, está casada con Nicky Byrne, del grupo pop irlandés Westlife.

### Novelas
- PS: I love you, 2004 (Postdata: Te Amo)
- Where rainbows end = Rosie Dunne, 2004 (Donde termina el arco iris)
- A silver lining = If You could see me now, 2006 (Si pudieras verme ahora)
- A place called here = There's no place like here, 2006 (Un lugar llamado aquí)
- Thanks for the memories, 2008 (Recuerdos prestados)[8]
- The gift, 2008 (Un regalo del cielo)
- The book of tomorrow, 2009 (El mañana empieza hoy)[9]
- Every Year: Short Stories , 2010 (Cada año)
- The time of my life, 2011 (Una cita con mi vida)
- One hundred names, 2012 (Cien nombres)[10]
- How to fall in love, 2013 (Como enamorarse)
- The year I met you, 2014 (El año en que te conoci)
- The marbel collector, 2015 (Memorias de cristal)
- Lyrebird, 2016
- Flawed, 2016 (Imperfectos)
- Perfect, 2017 (Perfectos)
- Postscript, 2019 (La Última Carta)
- Frekles, 2021 (Allegra)
- In a Thousand Different Ways, 2023 (De mil maneras distintas)

### Historias cortas
- 24 Minutes en Moments, 2004
- Next Stop: Table For Two en Short and Sweet, 2005
- The calling en Irish Girls Are Back In Town, 2005 (con Patricia Scanlan, Gemma O'Connor and Sarah Webb)
- Mrs. Whippy, 2006
- The end en Girls' Night In, 2006 (con Wendy Holden, Freya North, Cathy Kelly, ...)
- Girl in the Mirror, 2010 (La chica del espejo)
- Roar: Thirty Women, Thirty Stories, 2018